# Jeffrey de Lange
Jeffrey de Lange (Amstelveen, 1º aprile 1998) è un calciatore olandese, portiere dell'Olympique Marsiglia.

## Carriera

### Club

#### Giovanili nell'Ajax e passaggio al Twente
Cresciuto nel settore giovanile dell'Ajax, nel 2017 viene acquistato dal Twente, dove inizialmente viene aggregato al settore giovanile. Debutta in prima squadra il 27 ottobre 2020, nell'incontro di KNVB beker perso per 1-3 contro il De Graafschap, mentre debutta in Eredivisie il 30 ottobre 2021, in occasione dell'incontro perso per 5-2 sul campo del PSV. Durante la sua militanza nella società di Enschede, totalizza 3 presenze tra campionato e coppa.

#### Go Ahead Eagles
Il 15 giugno 2022 viene acquistato dal Go Ahead Eagles, firmando un contratto triennale. Scende in campo da titolare ritagliandosi spazio e nella stagione 2023/2024 totalizza 11 clean sheet in Eredivisie contribuendo alla nona posizione in classifica del club olandese.

#### Olympique Marsiglia
L'8 Agosto 2024 viene acquistato dal club francese Olympique Marsiglia per 2 milioni di euro con cui sottoscrive un contratto valido fino al 30 Giugno 2027.

### Nazionale
Ha rappresentato le nazionali giovanili olandesi.

## Statistiche

### Presenze e reti nei club
Statistiche aggiornate al 29 agosto 2022.
| Stagione               | Squadra                | Campionato             | Campionato | Campionato | Coppe nazionali | Coppe nazionali | Coppe nazionali | Coppe continentali | Coppe continentali | Coppe continentali | Altre coppe | Altre coppe | Altre coppe | Totale | Totale |
| Stagione               | Squadra                | Comp                   | Pres       | Reti       | Comp            | Pres            | Reti            | Comp               | Pres               | Reti               | Comp        | Pres        | Reti        | Pres   | Reti   |
| ---------------------- | ---------------------- | ---------------------- | ---------- | ---------- | --------------- | --------------- | --------------- | ------------------ | ------------------ | ------------------ | ----------- | ----------- | ----------- | ------ | ------ |
| 2018-2019              | Twente                 | 1D                     | 0          | 0          | CO              | 0               | 0               |                    | -                  | -                  |             | -           | -           | 0      | 0      |
| 2019-2020              | Twente                 | ED                     | 0          | 0          | CO              | 0               | 0               |                    | -                  | -                  |             | -           | -           | 0      | 0      |
| 2020-2021              | Twente                 | ED                     | 0          | 0          | CO              | 1               | -3              |                    | -                  | -                  |             | -           | -           | 1      | -3     |
| 2021-2022              | Twente                 | ED                     | 2          | -5         | CO              | 0               | 0               |                    | -                  | -                  |             | -           | -           | 2      | -5     |
| Totale Twente          | Totale Twente          | Totale Twente          | 2          | -5         |                 | 1               | -3              |                    | -                  | -                  |             | -           | -           | 3      | -8     |
| 2022-2023              | Go Ahead Eagles        | ED                     | 34         | -56        | CO              | 2               | -1              |                    | -                  | -                  |             | -           | -           | 36     | -57    |
| 2023-2024              | Go Ahead Eagles        | ED                     | 34+2       | -46 + -2   | CO              | 2               | -3              |                    | -                  | -                  |             | -           | -           | 38     | -51    |
| 2024-2025              | Go Ahead Eagles        | ED                     | -          | -          | CO              | -               | -               | UECL               | 2                  | -2                 |             | -           | -           | 2      | -2     |
| Totale Go Ahead Eagles | Totale Go Ahead Eagles | Totale Go Ahead Eagles | 70         | -104       |                 | 4               | -4              |                    | 2                  | -2                 |             | -           | -           | 76     | -110   |
| 2024-2025              | Olympique Marsiglia    | L1                     | 0          | 0          | CF              | 0               | 0               | -                  | -                  | -                  | -           | -           | -           | 0      | 0      |
| Totale carriera        | Totale carriera        | Totale carriera        | 72         | -109       |                 | 5               | -7              |                    | 2                  | -2                 |             | -           | -           | 79     | -118   |